# Эшли, Айден
Айден Эшли (англ. Aiden Ashley, род. 28 февраля 1990 года) — американская порноактриса и каскадёр.

## Биография
Эшли пришла в порноиндустрию в ноябре 2009 года и первоначально снималась только в лесбо-сценах. Первой партнёршей Айден стала Селеста Стар. В июле 2011 года она подписала двухлетний контракт со студией Axel Braun Productions на съёмки в фильмах с участием мужчин.
По данным на 2018 год снялась в 205 порнофильмах.

## Личная жизнь
У Эшли СДВГ и она самоидентифицирует себя как «настоящая бисексуалка».

## Премии и иноминации
- 2011 номинация на AVN Award — Лучшая соло сцена — All By Myself[4]
- 2012 номинация на AVN Award — Лучшая сцена группового секса — Orgy: The XXX Championship (вместе с Кейси Старр, Лизой Дель Сиерра, Мэри Маккрей, Аланом Стэффардом, Энтони Розано, Аса Акира, Остином Мэтьюсом, Шарли Терон, Дианой Долл, Эваном Стоуном, Джелин Фокс, Джени Мари, Рамоном Номаром, Рэйвен Алексис, Шином Майклзом, Софией Ломели, Ксандером Корвусом и Юки Мори)[5]
- 2012 номинация на AVN Award — Лучшая новая старлетка[5]
- 2013 номинация на AVN Award — Лучшая сцена секса парень/девушка — The Dark Knight XXX: A Porn Parody (вместе с Джиован Франческо)
- 2014 номинация на XBIZ Awards — Лучшая актриса — Пародия — Wolverine XXX: An Axel Braun Parody